# Pachygonidia
Pachygonidia là một chi bướm đêm thuộc họ Sphingidae.

## Các loài
- Pachygonidia caliginosa - (Boisduval 1870)
- Pachygonidia drucei - (Rothschild & Jordan 1903)
- Pachygonidia hopfferi - (Staudinger 1875)
- Pachygonidia martini - (Gehlen 1943)
- Pachygonidia mielkei - Cadiou 1997
- Pachygonidia odile - Eitschberger & Haxaire, 2002
- Pachygonidia ribbei - (Druce 1881)
- Pachygonidia subhamata - (Walker 1856)

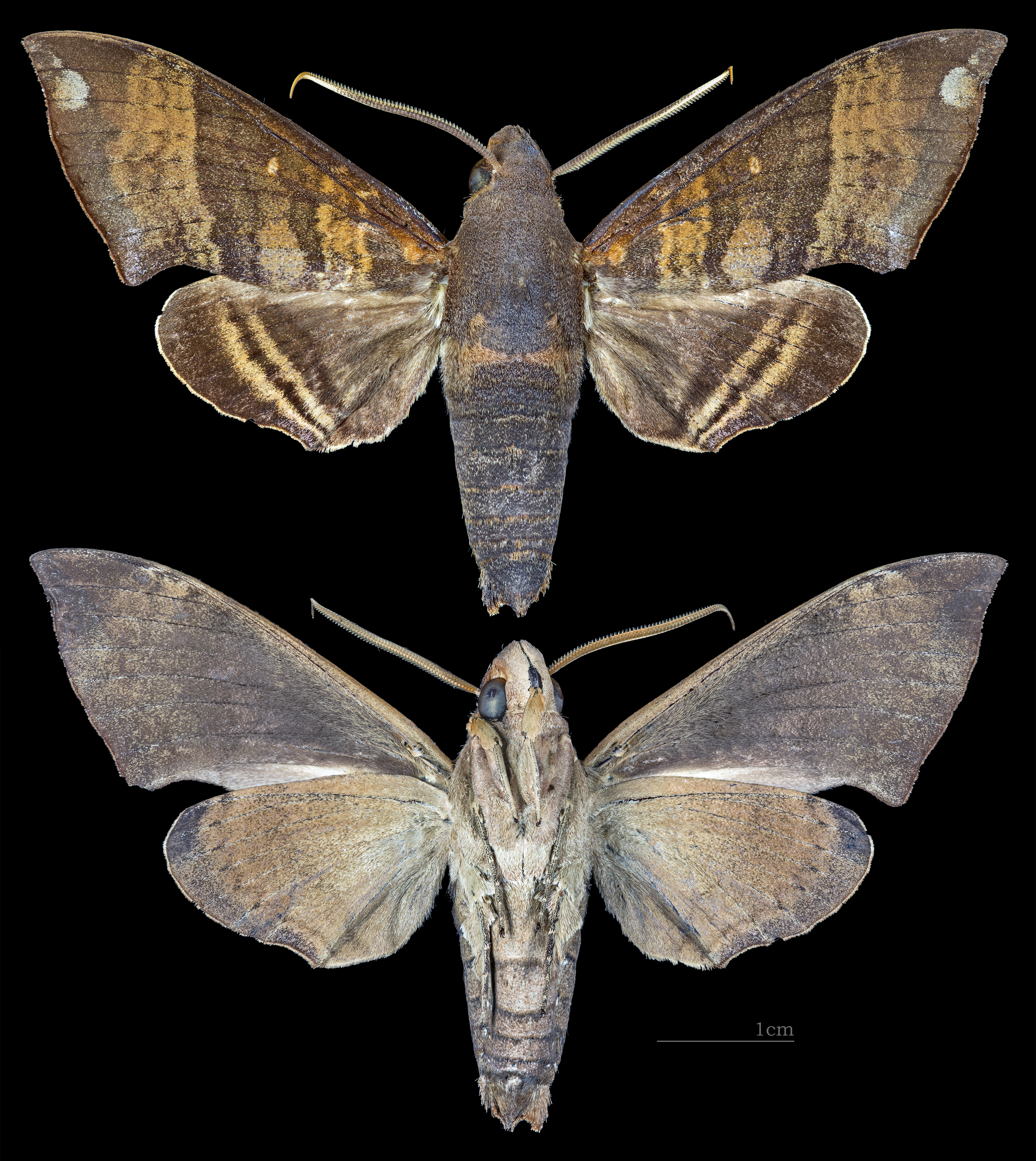
Pachygonidia caliginosa
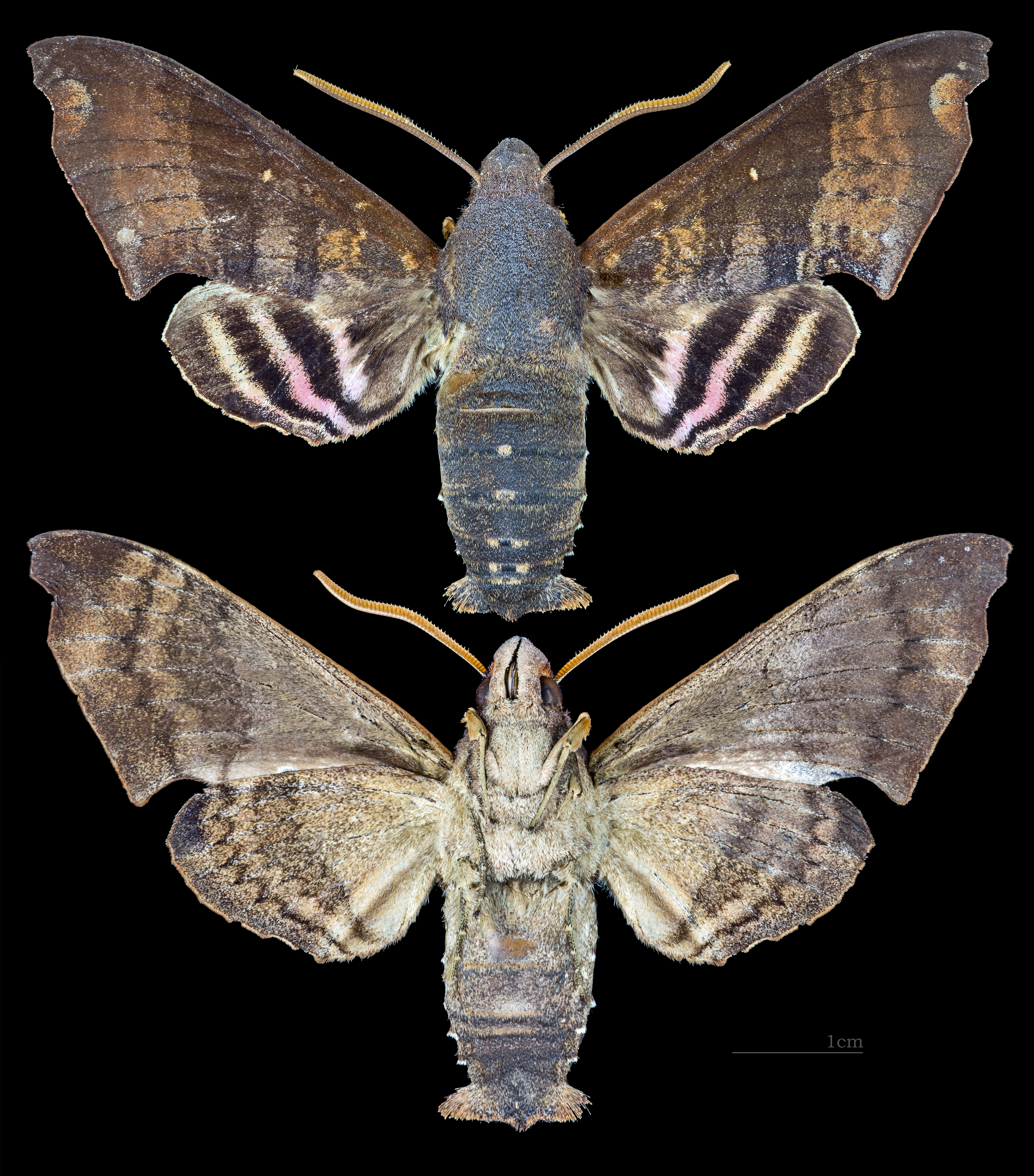
Pachygonidia martini
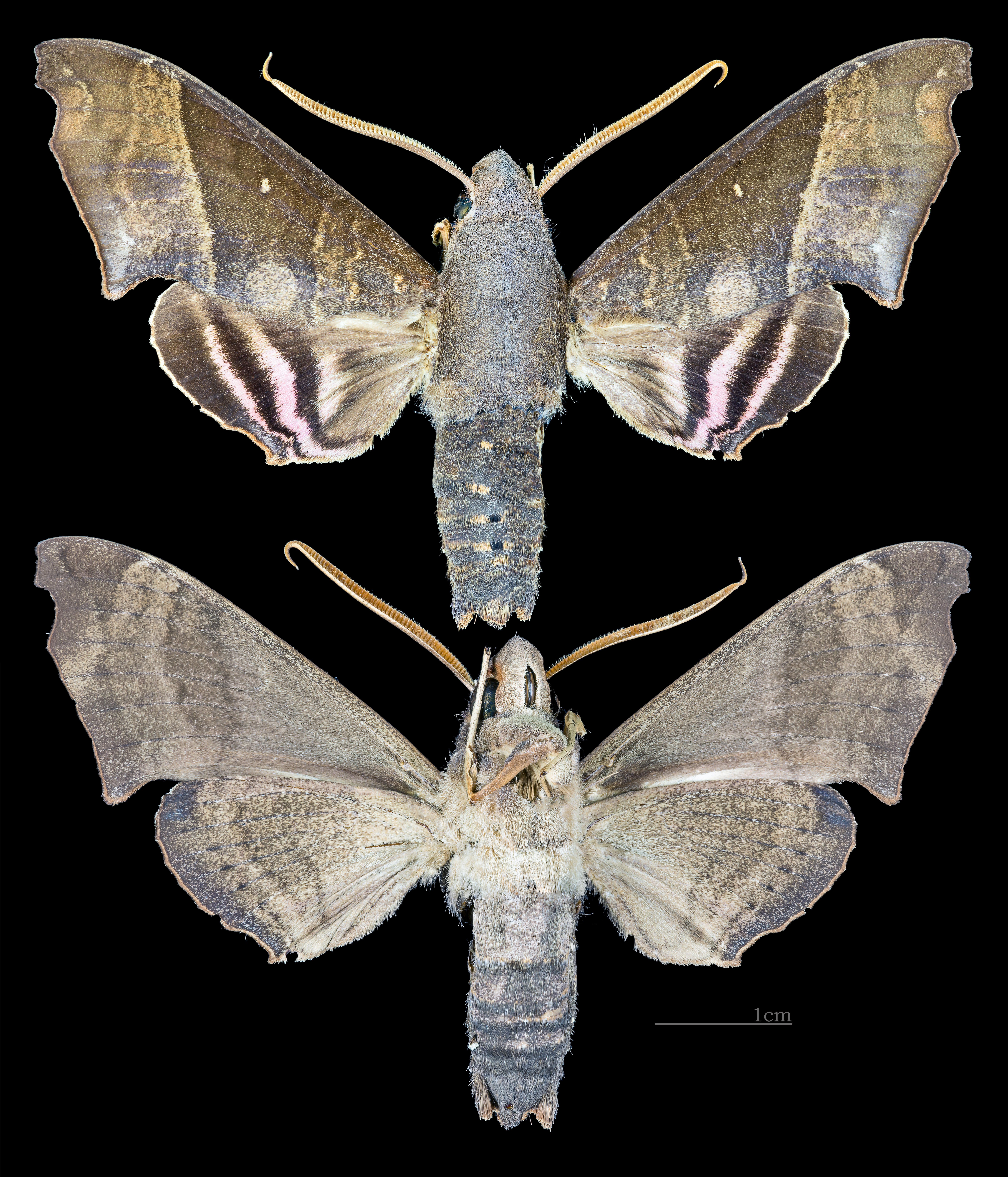
Pachygonidia hopfferi
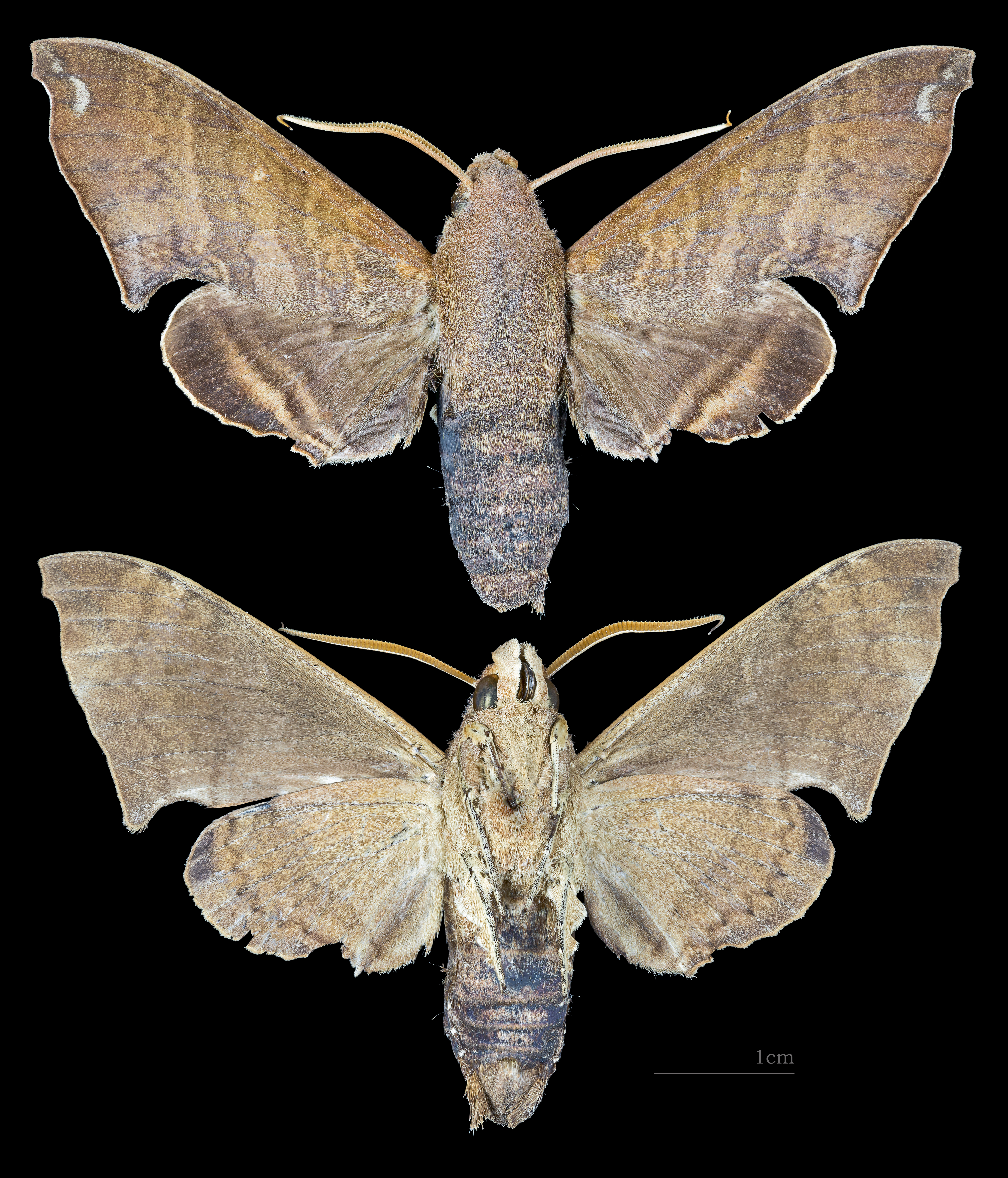
Pachygonidia subhamata